# Fox (cráter)

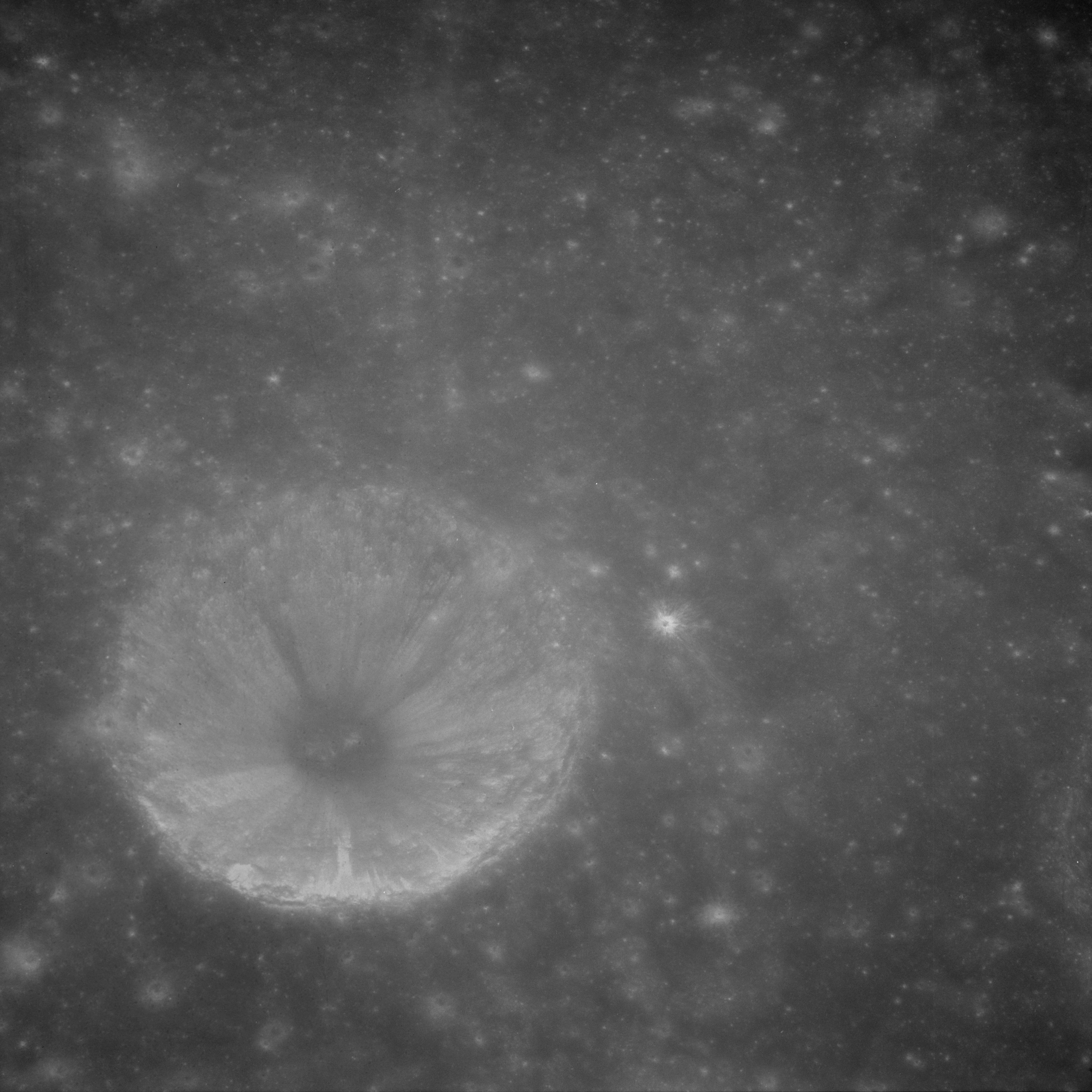
Fotografía de la misión Apolo 11

| Fox es un pequeño cráter de impacto situado en la cara oculta de la Luna, cerca del borde norte del cráter Wyld, y al sureste de Babcock. Presenta un borde más o menos circular, con paredes inclinadas simples. El interior carece de rasgos distintivos, está relativamente a nivel y tiene forma de cuenco. Un cierto talud aparece en la pared interior norte. |

## Cráteres satélite
Por convención estos elementos son identificados en los mapas lunares poniendo la letra en el lado del punto medio del cráter que está más cerca de Fox.
|     | \| Fox \| Coordenadas \| Diámetro \| \| --- \| -------------------------- \| -------- \| \| A \| 1°30′N 98°18′E / 1.5, 98.3 \| 13 km \| |          |
| Fox | Coordenadas | Diámetro |
| A   | 1°30′N 98°18′E / 1.5, 98.3 | 13 km    |